# Aarzemnieki
Aarzemnieki (de la palabra letona "ārzemnieki", que significa "extranjeros") es una banda letona que representó a Letonia en el Festival de Eurovisión 2014 en Copenhague, Dinamarca, con su canción "Cake to Bake". El vocalista de la banda, Jöran Steinhauer es alemán.
| Predecesor: PeR con Here We Go (PeR Song) | Letonia en el Festival de Eurovisión 2014 | Sucesor: Aminata con Love Injected |